# Miary Taheza
Miary Taheza is een plaats en commune in het zuiden van Madagaskar, behorend tot het district Sakaraha, dat gelegen is in de regio Atsimo-Andrefana. Tijdens een volkstelling in 2001 telde de plaats 9.862 inwoners.
De plaats biedt alleen lager onderwijs aan. 60% van de bevolking werkt als landbouwer en 30% houdt zich bezig met veeteelt. De belangrijkste landbouwproducten zijn rijst en maniok; een ander belangrijk product is mais. Verder is 10% actief in de dienstensector.